# 4020 Dominique
4020 Dominique è un asteroide della fascia principale. Scoperto nel 1981, presenta un'orbita caratterizzata da un semiasse maggiore pari a 2,7766434 UA e da un'eccentricità di 0,1593100, inclinata di 9,56226° rispetto all'eclittica.